# Annie McGuire
Annie McGuire est une sitcom américaine en onze épisodes de 30 minutes diffusés sur CBS entre le 26 octobre et le 28 décembre 1988.

## Fiche technique
Sauf indication contraire, les informations mentionnées dans cette section peuvent être confirmées par la base de données cinématographiques IMDb,  présente dans la section « Liens externes ».
- Titre original : Annie McGuire
- Réalisation : David Steinberg, Tom Cherones, Helaine Head et Arlene Sanford
- Scénario : Elliot Shoenman, Paul Wolff, Lisa Albert, Anne Anderson, Stuart Silverman, Courtney Flavin et Jule Selbo
- Musique : J. A. C. Redford
- Casting : Susan Shaw
- Montage : Tucker Wiard
- Décors : Warren Welch
- Costumes : Llandys Williams
- Production :
  - Superviseur de la production : Tom Cherones
  - Producteur associé : Tim Kaiser
  - Producteur délégué : Elliot Shoenman et Paul Wolff
- Sociétés de production : MTM Enterprises
- Société de distribution : CBS
- Chaîne d'origine : CBS
- Pays d'origine :  États-Unis
- Langue originale : anglais
- Genre : Sitcom
- Durée : 30 minutes

## Distribution

### Acteurs principaux
- Mary Tyler Moore : Annie McGuire
- Denis Arndt : Nick McGuire
- Eileen Heckart : Emma Block
- John Randolph : Red McGuire
- Adrien Brody : Lenny McGuire
- Cynthia Marie King : Debbie McGuire
- Bradley Warden : Lewis Block

### Acteurs secondaires et invités
- Frantz Turner : Earl
- Suzie Plakson : Mme Cipriani
- James Eckhouse : Charlie
- Robert Costanzo : Officier Murphy
- Clyde Kusatsu : ambassadeur Kukla
- Richard Kind : Ned Tiegraber
- Shiri Appleby : Annie jeune
- Beth Grant : une serveuse
- Jeanette Nolan : Franci
- Leslie Jordan : Charlie
- John Anderson : O'Reilly
- Patrick Breen : George
- Arthur Malet : Fergie
- Bruce Kirby : Al
- Peter Jason : Burt Holmby
- Mark L. Taylor : le médecin
- Stephen Elliott : Philip Block
- Ron Taylor : Big Guy
- Teddy Wilson : Jordan
- Al Ruscio : DeCarlo
- Ron Perkins : M. Laine

## Épisodes
1. The Hold-Up
2. Emma's Eviction
3. Annie and the Brooklyn Bridge
4. The Fried Shoe
5. The Legend of the Bad Fish
6. The Ferry
7. Lewis in Love
8. The Journey
9. The Computer
10. The Honeymoon
11. Soft-Hearted Annie